# فهرست مناطق شهری در بریتیش کلمبیا

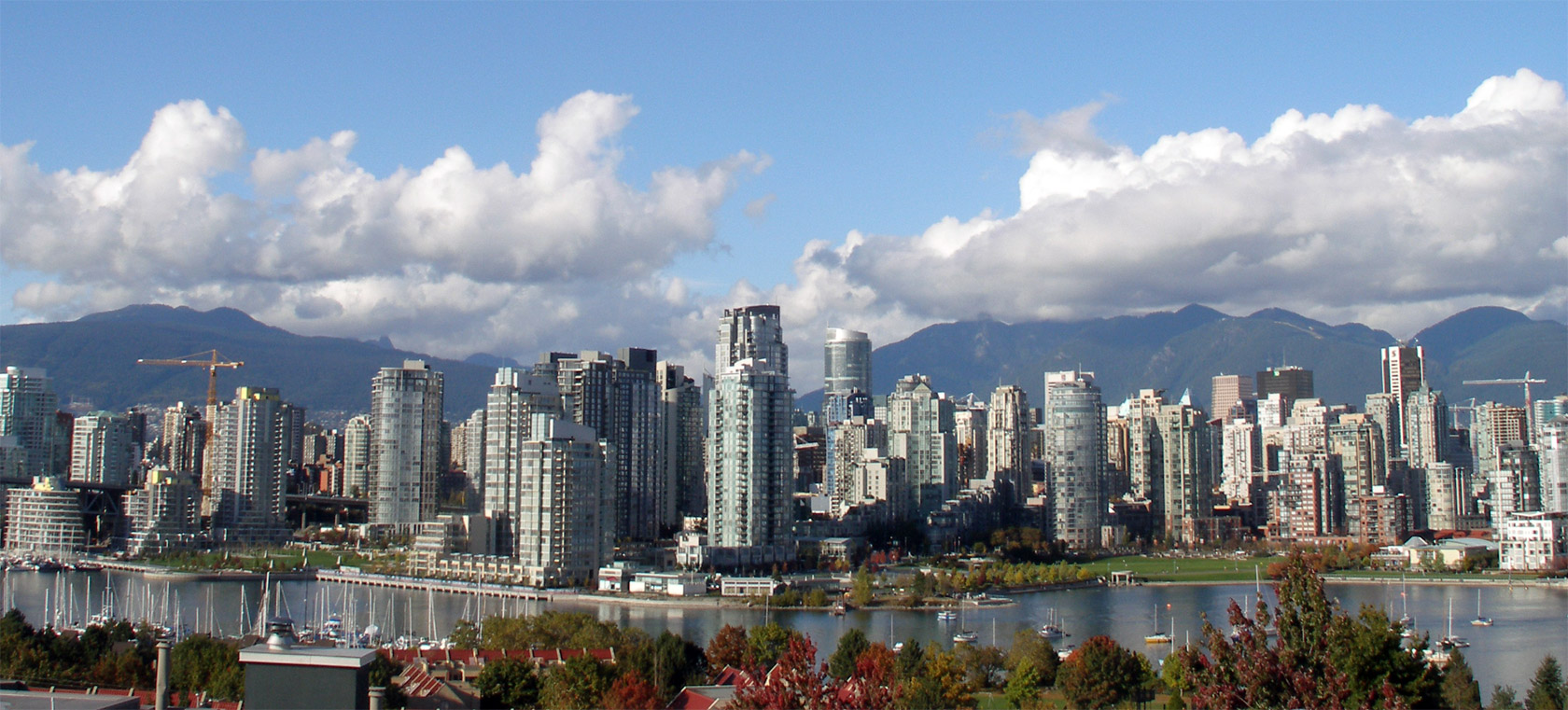
ونکوور بزرگترین شهر بریتیش کلمبیا

شهر یکی از جوامع است که در طبقه‌بندی شهرداری‌های کانادا استان بریتیش کلمبیا مورد استفاده قرار می‌گیرد.

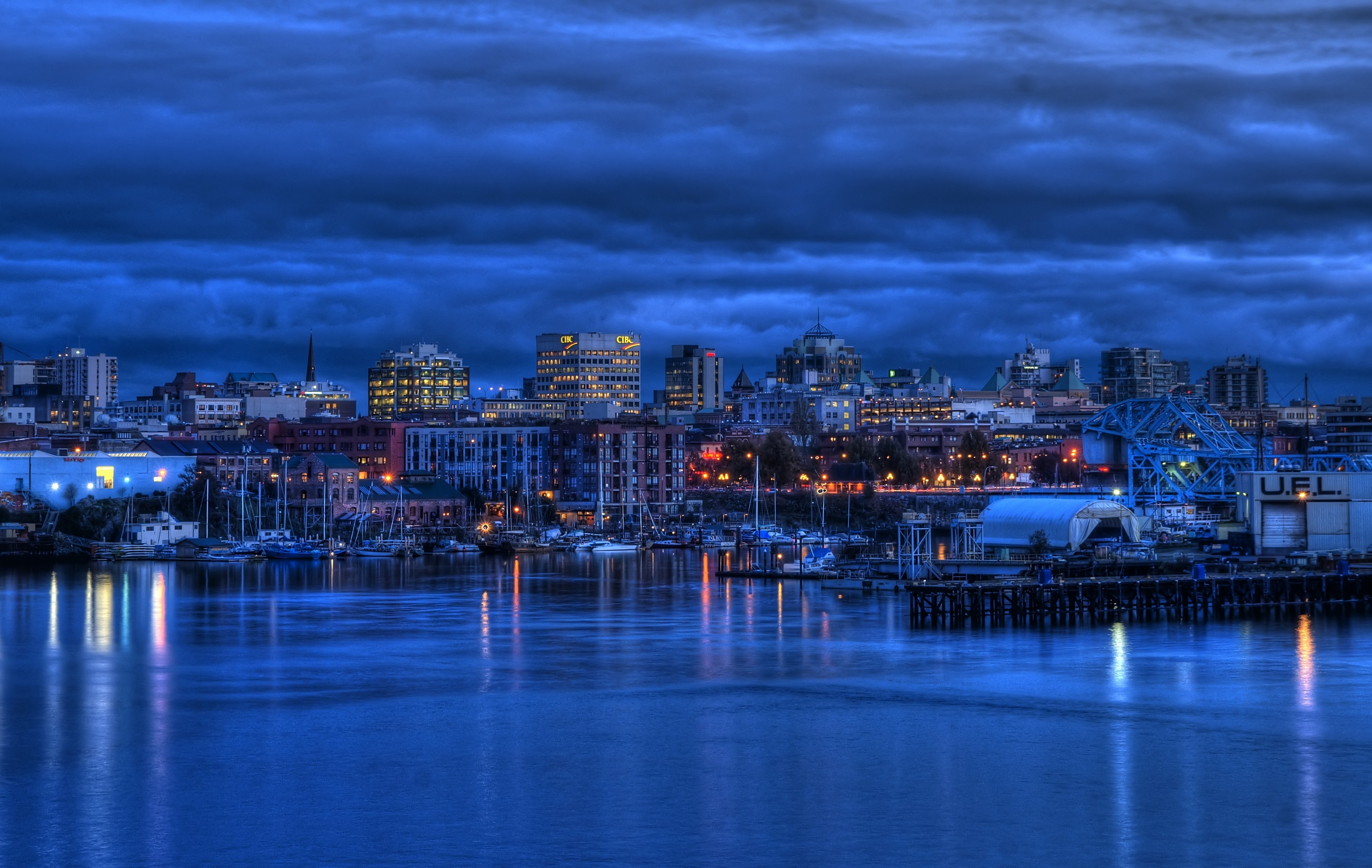
افق از مرکز شهر ویکتوریا پایتخت استان بریتیش کلمبیا

اگر جمعیت منطقه‌ای بیشتر از ۵۰۰۰ نفر یاشد ممکن است توسط معاون فرماندار در شورای بریتیش کلمبیا با توجه به توصیه وزیر جوامع، ورزش و توسعه فرهنگ، آن جامعه را به عنوان یک شهر با نامه رسمی ثبت کند. پس از آن به همه‌پرسی از ساکنان رجوع می‌شود اگر نتیجه آرا بیشتر از ۵۰ درصد به نفع این پیشنهاد بود رسماً به مناطق شهری ملحق می‌شود.
بریتیش کلمبیا دارای ۵۱ شهر است که جمعاً جمعیتی معادل ۳٬۰۳۳٬۰۴۶ نفر و به طور متوسط جمعیت ۵۹٬۴۷۱ نفر به ازای هر شهر در سرشماری سال ۲۰۱۱ داشته است. در این سال بزرگترین و کوچکترین شهرهای بریتیش کلمبیا ونکوور و گرین با جمعیت ۶۰۳٬۵۰۲ و ۷۰۸ بوده است. بزرگترین شهر از نظر وسعت ابوتسفورد است با مساحت ۳۷۵٫۵۵ کیلومتر مربع (۱۴۵٫۰۰ مایل مربع) در حالی که کوچکترین شهر دانکن یا ۲٫۰۷ کیلومتر مربع (۰٫۸۰ مایل مربع) است.
اولین جامعه‌ای که در بریتیش کلمبیا به عنوان یک شهر در نظر گرفته شد نیو وست مینستر در ژوئیه ۱۶ سال ۱۸۶۰ بود

## فهرست
| نام شهر                | نام رسمی                                        | ناحیه                  | تاریخ ثبت       | جمعیت (۲۰۱۱) | جمعیت (۲۰۰۶) | نرخ رشد (٪) | مساحت (کیلومترمربع) | تراکم جمعیت (در هر کیلومترمربع) | توضیح                                                                       |
| ---------------------- | ----------------------------------------------- | ---------------------- | --------------- | ------------ | ------------ | ----------- | ------------------- | ------------------------------- | --------------------------------------------------------------------------- |
| ابوتسفورد              | Abbotsford, City of                             | Fraser Valley          | ۱۲ دسامبر ۱۹۹۵  | ۱۳۳٬۴۹۷      | ۱۲۴٬۲۵۸      | ۷٫۴         | ۳۷۵٫۵۵              | ۳۵۵٫۵                           |                                                                             |
| آرمسترانگ              | Armstrong, City of                              | اوکناگن شمالی          | ۳۱ مارس ۱۹۱۳    | ۴٬۸۱۵        | ۴٬۲۴۱        | ۱۳٫۵        | ۵٫۱۹                | ۹۲۸٫۰                           |                                                                             |
| برنابی                 | Burnaby, City of                                | Greater Vancouver      | ۲۲ سپتامبر ۱۸۹۲ | ۲۲۳٬۲۱۸      | ۲۰۲٬۷۹۹      | ۱۰٫۱        | ۹۰٫۶۱               | ۲٬۴۶۳٫۵                         | بخشی از ونکوور بزرگ و پایتخت آن                                             |
| کمبل ریور              | Campbell River, City of                         | Strathcona             | ۲۴ ژوئن ۱۹۴۷    | ۳۱٬۱۸۶       | ۲۹٬۵۷۲       | ۵٫۵         | ۱۴۳٫۱۲              | ۲۱۷٫۹                           |                                                                             |
| کسلگر                  | Castlegar, City of                              | Central Kootenay       | ۱ ژانویه ۱۹۷۴   | ۷٬۸۱۶        | ۷٬۲۵۹        | ۷٫۷         | ۱۹٫۵۸               | ۳۹۹٫۳                           |                                                                             |
| چیلیوک                 | Chilliwack, City of                             | Fraser Valley          | ۲۶ آوریل ۱۸۷۳   | ۷۷٬۹۳۶       | ۶۹٬۲۱۷       | ۱۲٫۶        | ۲۶۱٫۵۰              | ۲۹۸٫۰                           |                                                                             |
| کال‌وود                 | Colwood, City of                                | Capital                | ۲۴ ژوئن ۱۹۸۵    | ۱۶٬۰۹۳       | ۱۴٬۶۸۷       | ۹٫۶         | ۱۷٫۶۶               | ۹۱۱٫۲                           |                                                                             |
| کوکیتلام               | Coquitlam, City of                              | Greater Vancouver      | ۲۵ ژوئیه ۱۸۹۱   | ۱۲۶٬۸۴۰      | ۱۱۴٬۵۶۵      | ۱۰٫۷        | ۱۲۲٫۳۰              | ۱٬۰۳۷٫۱                         | بخشی از ونکوور بزرگ                                                         |
| کورتنی (بریتیش کلمبیا) | Courtenay, The Corporation of the City of       | Comox Valley           | ۱ ژانویه ۱۹۱۵   | ۲۴٬۰۹۹       | ۲۲٬۰۲۱       | ۹٫۴         | ۲۹٫۳۸               | ۸۲۰٫۲                           |                                                                             |
| کرنبروک                | Cranbrook, The Corporation of the City of       | East Kootenay          | ۱ نوامبر ۱۹۰۵   | ۱۹٬۳۱۹       | ۱۸٬۳۲۹       | ۵٫۴         | ۳۱٫۹۵               | ۶۰۴٫۷                           |                                                                             |
| داوسون کریک            | Dawson Creek, The Corporation of the City of    | Peace River            | ۲۶ مه ۱۹۳۶      | ۱۱٬۵۸۳       | ۱۰٬۹۹۴       | ۵٫۴         | ۲۴٫۳۷               | ۴۷۵٫۴                           |                                                                             |
| دانکن                  | Duncan, The Corporation of the City of          | Cowichan Valley        | ۴ مارس ۱۹۱۲     | ۴٬۹۳۲        | ۴٬۹۸۶        | −۱٫۱        | ۲٫۰۷                | ۲٬۳۸۱٫۷                         |                                                                             |
| اندربی                 | Enderby, The Corporation of the City of         | اوکناگن شمالی          | ۱ مارس ۱۹۰۵     | ۲٬۹۳۲        | ۲٬۸۲۸        | ۳٫۷         | ۴٫۲۶                | ۶۸۷٫۷                           |                                                                             |
| فرنی                   | Fernie, The Corporation of the City of          | East Kootenay          | ۲۸ ژوئیه ۱۹۰۴   | ۴٬۴۴۸        | ۴٬۲۱۷        | ۵٫۵         | ۱۴٫۸۳               | ۲۹۹٫۸                           |                                                                             |
| فورت سنت جان           | Fort St. John, City of                          | Peace River            | ۳۱ دسامبر ۱۹۴۷  | ۱۸٬۶۰۹       | ۱۷٬۴۰۲       | ۶٫۹         | ۲۲٫۶۹               | ۸۲۰٫۲                           |                                                                             |
| گرند فورکس             | Grand Forks, The Corporation of the City of     | Kootenay Boundary      | ۱۵ آوریل ۱۸۹۷   | ۳٬۹۸۵        | ۴٬۰۳۶        | −۱٫۳        | ۱۰٫۴۳               | ۳۸۲٫۰                           |                                                                             |
| گرین وود               | Greenwood, The Corporation of the City of       | Kootenay Boundary      | ۱۲ ژوئیه ۱۸۹۷   | ۷۰۸          | ۶۲۵          | ۱۳٫۳        | ۲٫۴۲                | ۲۹۲٫۷                           |                                                                             |
| کملوپس                 | Kamloops, City of                               | Thompson-Nicola        | ۱۷ اکتبر ۱۹۶۷   | ۸۵٬۶۷۸       | ۸۰٬۳۷۶       | ۶٫۶         | ۲۹۹٫۲۳              | ۲۸۶٫۳                           |                                                                             |
| کلونا                  | Kelowna, City of                                | Central Okanagan       | ۴ مه ۱۹۰۵       | ۱۱۷٬۳۱۲      | ۱۰۷٬۰۳۵      | ۹٫۶         | ۲۱۱٫۸۲              | ۵۵۳٫۸                           |                                                                             |
| کیمبرلی                | Kimberley, City of                              | East Kootenay          | ۲۹ مارس ۱۹۴۴    | ۶٬۶۵۲        | ۶٬۱۳۹        | ۸٫۴         | ۶۰٫۶۲               | ۱۰۹٫۷                           |                                                                             |
| لنگفورد                | Langford, City of                               | Capital                | ۸ دسامبر ۱۹۹۲   | ۲۹٬۲۲۸       | ۲۲٬۴۵۹       | ۳۰٫۱        | ۳۹٫۹۴               | ۷۳۱٫۹                           |                                                                             |
| لنگلی                  | Langley, City of                                | Greater Vancouver      | ۱۵ مارس ۱۹۵۵    | ۲۵٬۰۸۱       | ۲۳٬۶۰۶       | ۶٫۲         | ۱۰٫۲۲               | ۲٬۴۵۴٫۶                         | بخشی از ونکوور بزرگ                                                         |
| میپل ریچ               | Maple Ridge, City of                            | Greater Vancouver      | ۱۲ سپتامبر ۲۰۱۴ | ۷۶٬۰۵۲       | ۶۸٬۹۴۹       | ۱۰٫۳        | ۲۶۶٫۷۸              | ۲۸۵٫۱                           | بخشی از ونکوور بزرگ                                                         |
| مریت                   | Merritt, City of                                | Thompson-Nicola        | ۱ آوریل ۱۹۱۱    | ۷٬۱۱۳        | ۶٬۹۹۸        | ۱٫۶         | ۲۴٫۸۲               | ۲۸۶٫۶                           |                                                                             |
| نانایمو                | Nanaimo, City of                                | Nanaimo                | ۲۴ دسامبر ۱۸۷۴  | ۸۳٬۸۱۰       | ۷۸٬۶۹۲       | ۶٫۵         | ۹۱٫۳۰               | ۹۱۸٫۰                           |                                                                             |
| نلسون                  | Nelson, The Corporation of the City of          | Central Kootenay       | ۱۸ مارس ۱۸۹۷    | ۱۰٬۲۳۰       | ۹٬۲۵۸        | ۱۰٫۵        | ۱۱٫۹۳               | ۸۵۷٫۷                           |                                                                             |
| نیو وست‌مینستر          | New Westminster, The Corporation of the City of | Greater Vancouver      | ۱۶ ژوئیه ۱۸۶۰   | ۶۵٬۹۷۶       | ۵۸٬۵۴۹       | ۱۲٫۷        | ۱۵٫۶۳               | ۴٬۲۲۲٫۲                         | بخشی از ونکوور بزرگ                                                         |
| نورث ونکوور            | North Vancouver, The Corporation of the City of | Greater Vancouver      | ۱۰ اوت ۱۸۹۱     | ۴۸٬۱۹۶       | ۴۵٬۱۶۵       | ۶٫۷         | ۱۱٫۸۳               | ۴٬۰۷۳٫۸                         | بخشی از ونکوور بزرگ                                                         |
| پارکسویل               | Parksville, City of                             | Nanaimo                | ۱۹ ژوئن ۱۹۴۵    | ۱۱٬۹۷۷       | ۱۰٬۹۹۳       | ۹٫۰         | ۱۴٫۴۴               | ۸۲۹٫۶                           |                                                                             |
| پنتیکتن                | Penticton, The Corporation of the City of       | Okanagan-Similkameen   | ۱ ژانویه ۱۹۰۹   | ۳۲٬۸۷۷       | ۳۱٬۹۰۹       | ۳٫۰         | ۴۲٫۱۰               | ۷۸۰٫۹                           |                                                                             |
| پیت مدوز               | Pitt Meadows, City of                           | Greater Vancouver      | ۲۵ آوریل ۱۹۱۴   | ۱۷٬۷۳۶       | ۱۵٬۶۲۳       | ۱۳٫۵        | ۸۶٫۵۱               | ۲۰۵٫۰                           | بخشی از ونکوور بزرگ                                                         |
| پورت آلبرنی            | Port Alberni, City of                           | Alberni-Clayoquot      | ۲۸ اکتبر ۱۹۶۷   | ۱۷٬۷۴۳       | ۱۷٬۵۴۸       | ۱٫۱         | ۱۹٫۷۶               | ۸۹۷٫۹                           |                                                                             |
| پورت کوکیتلام          | Port Coquitlam, The Corporation of the City of  | Greater Vancouver      | ۷ مارس ۱۹۱۳     | ۵۵٬۹۵۸       | ۵۲٬۶۸۷       | ۶٫۲         | ۲۹٫۱۷               | ۱٬۹۱۸٫۳                         | بخشی از ونکوور بزرگ                                                         |
| پورت مودی              | Port Moody, City of                             | Greater Vancouver      | ۱۱ مارس ۱۹۱۳    | ۳۲٬۹۷۵       | ۲۷٬۵۱۲       | ۱۹٫۹        | ۲۵٫۸۹               | ۱٬۲۷۳٫۸                         | بخشی از ونکوور بزرگ                                                         |
| پاول ریور              | Powell River, The Corporation of the City of    | Powell River           | ۱۵ اکتبر ۱۹۵۵   | ۱۳٬۱۶۵       | ۱۲٬۹۵۷       | ۱٫۶         | ۲۸٫۹۱               | ۴۵۵٫۳                           |                                                                             |
| پرنس جورج              | Prince George, City of                          | Fraser-Fort George     | ۶ مارس ۱۹۱۵     | ۷۱٬۹۷۴       | ۷۰٬۹۸۱       | ۱٫۴         | ۳۱۸٫۲۶              | ۲۲۶٫۱                           |                                                                             |
| پرنس روپرت             | Prince Rupert, City of                          | Skeena-Queen Charlotte | ۱۰ مارس ۱۹۱۰    | ۱۲٬۵۰۸       | ۱۲٬۸۱۵       | −۲٫۴        | ۵۴٫۹۳               | ۲۲۷٫۷                           |                                                                             |
| کوئزنل                 | Quesnel, City of                                | Cariboo                | ۲۱ مارس ۱۹۲۸    | ۱۰٬۰۰۷       | ۹٬۳۲۶        | ۷٫۳         | ۳۵٫۳۸               | ۲۸۲٫۸                           |                                                                             |
| رولستوک                | Revelstoke, City of                             | Columbia Shuswap       | ۱ مارس ۱۸۹۹     | ۷٬۱۳۹        | ۷٬۲۳۰        | −۱٫۳        | ۴۰٫۷۶               | ۱۷۵٫۱                           |                                                                             |
| ریچموند                | Richmond, City of                               | Greater Vancouver      | ۱۰ نوامبر ۱۸۷۹  | ۱۹۰٬۴۷۳      | ۱۷۴٬۴۶۱      | ۹٫۲         | ۱۲۹٫۲۷              | ۱٬۴۷۳٫۵                         | بخشی از ونکوور بزرگ                                                         |
| راسلند                 | Rossland, The Corporation of the City of        | Kootenay Boundary      | ۱۸ مارس ۱۸۹۷    | ۳٬۵۵۶        | ۳٬۲۷۸        | ۸٫۵         | ۵۹٫۷۹               | ۵۹٫۵                            |                                                                             |
| سلمون آرم              | Salmon Arm, City of                             | Columbia Shuswap       | ۱۵ مه ۱۹۰۵      | ۱۷٬۴۶۴       | ۱۶٬۰۱۲       | ۹٫۱         | ۱۵۵٫۲۸              | ۱۱۲٫۵                           |                                                                             |
| سوری                   | Surrey, City of                                 | Greater Vancouver      | ۱۰ نوامبر ۱۸۷۹  | ۴۶۸٬۲۵۱      | ۳۹۴٬۹۷۶      | ۱۸٫۶        | ۳۱۶٫۴۱              | ۱٬۴۷۹٫۹                         | بخشی از ونکوور بزرگ                                                         |
| ترس                    | Terrace, City of                                | Kitimat-Stikine        | ۳۱ دسامبر ۱۹۲۷  | ۱۱٬۴۸۶       | ۱۱٬۳۲۰       | ۱٫۵         | ۵۷٫۳۶               | ۲۰۰٫۳                           |                                                                             |
| تریل                   | Trail, City of                                  | Kootenay Boundary      | ۱۴ ژوئن ۱۹۰۱    | ۷٬۶۸۱        | ۷٬۲۳۷        | ۶٫۱         | ۳۴٫۹۳               | ۲۱۹٫۹                           |                                                                             |
| ونکوور                 | Vancouver, City of                              | Greater Vancouver      | ۶ آوریل ۱۸۸۶    | ۶۰۳٬۵۰۲      | ۵۷۸٬۰۴۱      | ۴٫۴         | ۱۱۴٫۹۷              | ۵٬۲۴۹٫۱                         | بخشی از ونکوور بزرگ و پرجمعیت‌ترین شهر آن و بریتیش کلمبیا و هشتمین در کانادا |
| ورنن                   | Vernon, The Corporation of the City of          | اوکناگن شمالی          | ۳۰ دسامبر ۱۸۹۲  | ۳۸٬۱۵۰       | ۳۵٬۹۷۹       | ۶٫۰         | ۹۵٫۷۶               | ۳۹۸٫۴                           |                                                                             |
| ویکتوریا               | Victoria, The Corporation of the City of        | Capital                | ۲ اوت ۱۸۶۲      | ۸۰٬۰۱۷       | ۷۸٬۰۵۷       | ۲٫۵         | ۱۹٫۴۷               | ۴٬۱۰۹٫۴                         | پایتخت استان بریتیش کلمبیا                                                  |
| وست کلونا              | West Kelowna, City of                           | Central Okanagan       | ۲۶ ژوئن ۲۰۱۵    | ۳۰٬۸۹۲       | ۲۷٬۲۱۴       | ۱۳٫۵        | ۱۲۳٫۵۱              | ۲۵۰٫۱                           |                                                                             |
| وایت راک               | White Rock, The Corporation of the City of      | Greater Vancouver      | ۱۵ آوریل ۱۹۵۷   | ۱۹٬۳۳۹       | ۱۸٬۷۵۵       | ۳٫۱         | ۵٫۱۳                | ۳٬۷۷۳٫۵                         | بخشی از ونکوور بزرگ                                                         |
| ویلیامز لیک            | Williams Lake, City of                          | Cariboo                | ۱۵ مارس ۱۹۲۹    | ۱۰٬۸۳۲       | ۱۰٬۷۴۴       | ۰٫۸         | ۳۳٫۱۳               | ۳۲۷٫۰                           |                                                                             |
| جمع شهرها              | —                                               | —                      | —               | ۳٬۰۳۳٬۰۴۶    | ۲٬۷۸۴٬۹۱۷    | ۸٫۹         | ۴٬۰۶۳٫۱۵            | ۷۴۶٫۵                           |                                                                             |

## شهرهای پیشرو
سندن بین سال‌های ۱۸۹۸ و ۱۹۲۰ شهر شد. و فینیکس بین ۱۹۰۰ و ۱۹۱۹ شهر شد.

## شهرهای واجد شرایط
طبق سرشماری سال ۲۰۱۱ هفت جامعه دیگر در بریتیش کلمبیا واجد شرایط شهر شدن هستند.